# Saison 11 de Bones
Chronologie
Saison 10 Saison 12
La onzième saison de Bones, série télévisée américaine, est constituée de vingt-deux épisodes diffusée du 1er octobre 2015 au 21 juillet 2016 sur Fox, aux États-Unis.

## Synopsis
Une experte en anthropologie, Temperance Brennan, et son équipe à l'institut Jefferson (une allusion au Smithsonian Institution) est appelée à travailler en collaboration avec le FBI dans le cadre d'enquêtes criminelles, lorsque les méthodes classiques d'identification des corps ont échoué. Temperance travaille à partir des squelettes (d'où son surnom éponyme de la série : Bones, qui signifie « ossements », en anglais). Celle-ci est épaulée par un agent du FBI, Seeley Booth, avec lequel elle entretient des rapports tantôt conflictuels, tantôt complices voire plus. Elle s'appuie également sur son équipe de scientifiques : Angela Monténégro, la meilleure amie de Brennan, qui a inventé un logiciel pour reconstituer une scène de crime en images tridimensionnelles, le Dr Jack Hodgins, entomologiste et expert en spores et en chimie, le Dr Camille Saroyan, expert légiste, mais surtout la supérieure hiérarchique de Brennan et aussi de plusieurs assistants. Il y a également l'agent du FBI James Aubrey, qui collabore avec Booth et le reste de l'équipe. 

## Distribution

### Acteurs principaux
- Emily Deschanel (VF : Louise Lemoine Torrès) : Dr Temperance « Bones » Brennan
- David Boreanaz (VF : Patrick Borg) : agent spécial Seeley Joseph Booth
- Michaela Conlin (VF : Chantal Baroin) : Angela Montenegro
- Tamara Taylor (VF : Annie Milon) : Dr Camille Saroyan
- T. J. Thyne (VF : Thierry Kazazian) : Dr Jack Hodgins
- John Boyd (VF : Yoann Sover) : agent du FBI James Aubrey

### Acteurs récurrents
- Patricia Belcher (VF : Julie Carli) : Caroline Julian (4 épisodes)
- Gil Darnell (VF : Valéry Schatz) : Sebastian Kohl (4 épisodes)
- Sara Rue : Karen Delfs (3 épisodes)
- Sunnie Pelant : Christine Booth (2 épisodes - récurrence à travers les saisons)
- Gavin MacIntosh (en) (VF : Victor Quilichini) : Parker Booth, le fils de Seeley (1 épisode - récurrence à travers les saisons)
- Ryan O'Neal (VF : Hervé Jolly) : Max Keenan (épisode 22 - récurrent à travers les saisons)

#### Les assistants duDrBrennan
- Pej Vahdat (VF : Jérémy Prevost) : Arastoo Vaziri (5 épisodes)
- Michael Terry (VF : Nicolas Beaucaire) : Wendell Bray (2 épisodes)
- Brian Klugman (VF : Stéphane Ronchewski) : Dr Oliver Wells (2 épisodes)
- Laura Spencer (VF : Lydia Cherton) : Jessica Warren (2 épisodes)
- Eugene Byrd (VF : Pascal Nowak) : Dr Clark Edison (1 épisode)
- Ignacio Serricchio (VF : Gilles Morvan) : Rodolfo Fuentes (1 épisode)
- Carla Gallo (VF : Laura Préjean) : Daisy Wick (1 épisode)

### Invités
- Kim Raver (VF : Juliette Degenne) : agent spécial du FBI Grace Miller (épisodes 1 et 2)
- Roger Cross (VF=Lionel Henry) : Kevin O'Donnell (épisodes 1 et 2)
- Brad Beyer : Pete (épisodes 1 et 2)
- Matthew Holmes (VF : Gilduin Tissier) : Alex (épisodes 1 et 2)
- Dilshad Vadsaria (VF : Nathalie Spitzer) : Padme Dalaj, la femme de Jared Booth (épisode 1)
- Josh Casaubon (af) (VF : Yann Guillemot) : Dr Benjamin Metzger (épisode 2)
- Dan Hildebrand (en) (VF : Thierry Mercier) : Nathan Barlow (épisode 2)
- David Berman : Tim Diffley (épisode 3)
- Kirsten Nelson (VF : Véronique Augereau) : Nina Slocum (épisode 3)
- Alex Fernandez (VF : Mathieu Buscatto) : Umberto Vargas (épisode 3)
- Regi Davis (VF : Sidney Kotto) : Rodney Dale (épisode 3)
- Colleen Foy (VF : Fily Keita) : Brandy (épisode 3)
- Bayne Gibby : Shania (épisode 3)
- Marina Anderson : Claudine (épisode 3)
- Betty White : Dr Beth Mayer (épisode 4)
- Tom Mison (VF : Rémi Bichet) : Ichabod Crane (en) (épisode 5)
- Nicole Beharie (VF : Élisabeth Ventura) : lieutenant Grace Abigail « Abbie » Mills (épisode 5)
- Joel David Moore (VF : Vincent de Bouard) : Dr Colin Fisher (épisode 17)
- Michael Gaston : agent Brandt Walker (épisode 17)
- Jeremy Roenick : lui-même[3] (épisode 19)
- Eric Millegan (VF : Taric Mehani) : Dr Zack Addy[4] (épisode 22)

## Production

### Développement
Le 8 mai 2015, la série a été renouvelée pour une onzième saison.
En juillet 2015, il a été annoncé que la série aurait un double épisode crossover avec une autre série de Fox, Sleepy Hollow, diffusé le 29 octobre 2015,.

### Casting
En août 2015, Kim Raver a obtenu le rôle de l'agent spécial du FBI Grace Miller qu'elle interprétera lors des deux premiers épisodes de cette saison et Betty White, celui du Dr Beth Mayer, le temps d'un épisode.

### Tournage
Le tournage a débuté le 3 août 2015.

## Liste des épisodes

### Épisode 1:Frères de sang, première partie
- Canada : 30 septembre 2015 sur Global
- États-Unis : 1er octobre 2015 sur FOX[11]
- France : 
  - 10 mars 2016 sur Antenne Réunion[12]
  - 25 mars 2016 sur M6[13]
- Suisse : 16 mars 2016 sur RTS Un[1]

- États-Unis : 6,2 millions de téléspectateurs[14] (première diffusion)
- Canada : 1,35 million de téléspectateurs[15] (première diffusion + différé 7 jours)

- Kim Raver (agent du FBI Grace Miller)
- Dilshad Vadsaria (Padma Dalaj)
- Sunnie Pelant (Christine Booth)

### Épisode 2:Frères de sang, deuxième partie
- Canada : 7 octobre 2015 sur Global
- États-Unis : 8 octobre 2015 sur FOX
- France : 
  - 17 mars 2016 sur Antenne Réunion[12]
  - 25 mars 2016 sur M6[13]
- Suisse : 16 mars 2016 sur RTS Un[1]

- États-Unis : 5,9 millions de téléspectateurs[16] (première diffusion)

- Kim Raver (agent du FBI Grace Miller)
- Josh Casaubon (Dr Benjamin Metzger)

### Épisode 3:Trafic
- Canada : 14 octobre 2015 sur Global
- États-Unis : 15 octobre 2015 sur FOX
- France : 
  - 17 mars 2016 sur Antenne Réunion[12]
  - 1er avril 2016 sur M6[13],[17]
- Suisse : 23 mars 2016 sur RTS Un[1]

- États-Unis : 5,79 millions de téléspectateurs[18] (première diffusion)
- Canada : 1,3 million de téléspectateurs[19] (première diffusion + différé 7 jours)

- Sunnie Pelant (Christine Booth)
- David Berman (Tim Diffley)
- Kirsten Nelson (Nina Slocum)
- Alex Fernandez (Umberto Vargas)
- Gil Darnell (Sebastian Kohl)
- Regi Davis (Rodney Dale)

### Épisode 4:Un grand méchant coyote-loup
- États-Unis : 22 octobre 2015 sur FOX
- Canada : 23 octobre 2015 sur Global
- France :
  - 24 mars 2016 sur Antenne Réunion[12]
  - 8 avril 2016 sur M6[20]
- Suisse : 30 mars 2016 sur RTS Un[1]

- États-Unis : 6,06 millions de téléspectateurs[21] (première diffusion)

- Betty White (Dr Beth Mayer)
- Ronde Barber (Lou Divers)
- Erin Cahill (Ashleigh Smith)
- Paul Johansson (Craig Smith)
- Tom Lenk (Chris Winfelder)

### Épisode 5:Un étrange Halloween
- États-Unis : 29 octobre 2015 sur FOX
- Canada : 30 octobre 2015 sur Global
- France :
  - 24 mars 2016 sur Antenne Réunion[12]
  - 15 avril 2016 sur M6[22]
- Suisse : 6 avril 2016 sur RTS Un[1]

- États-Unis : 6,57 millions de téléspectateurs[23] (première diffusion)

- Tom Mison (Ichabod Crane)
- Nicole Beharie (Abbie Mills)
- Dash Dobrofsky (Chris)
- Malcolm David Kelley (Preston)
- Sean Patrick Thomas (Dr John Cruz)
- Mike Faiola (Joel Brown)
- Justin Miles (Martin Alcott)

- Cet épisode est la première partie d'un crossover avec la série Sleepy Hollow S3-05.

### Épisode 6:Politiquement incorrecte
- Canada : 4 novembre 2015 sur Global
- États-Unis : 5 novembre 2015 sur FOX
- France : 
  - 31 mars 2016 sur Antenne Réunion[12]
  - 22 avril 2016 sur M6
- Suisse : 13 avril 2016 sur RTS Un

- États-Unis : 5,34 millions de téléspectateurs[24] (première diffusion)

- Brenda Strong (le sénateur Hayley Winters)
- James Murray (Murray)
- Sal Vulcano (en) (Sal)
- Nicholas Gonzalez (Eric Morales)
- Ali Hillis (en) (Lynette O'Malley)
- Stevie Lynn Jones (Anissa Green)
- Brian Scolaro (en)(Frankie Cesari)
- Dat Tien Phan (le manager)
- Melissa Etezadi (le journaliste no 1)
- Nefetari Spencer (le journaliste no 2)

### Épisode 7:Un tour de passe-passe
- Canada : 11 novembre 2015 sur Global
- États-Unis : 12 novembre 2015 sur FOX
- France : 
  - 31 mars 2016 sur Antenne Réunion[12]
  - 22 avril 2016 sur M6
- Suisse : 20 avril 2016 sur RTS Un

- États-Unis : 5,16 millions de téléspectateurs[25] (première diffusion)

- Gil Darnell (Sebastian Kohl)

### Épisode 8:Big Brother
- États-Unis : 19 novembre 2015 sur FOX
- Canada : 20 novembre 2015 sur Global
- France :
  - 7 avril 2016 sur Antenne Réunion[12]
  - 29 avril 2016 sur M6
- Suisse : 27 avril 2016 sur RTS Un

- États-Unis : 5,25 millions de téléspectateurs[26] (première diffusion)

- Gavin MacIntosh (Parker Booth)
- Sunnie Pelant (Christine Booth)
- Logan Moreau (Michael Vincent Hodgins)

### Épisode 9:Chapeau de cowboy et bottes de cuir
- États-Unis /  Canada : 10 décembre 2015 sur FOX / Global
- France :
  - 7 avril 2016 sur Antenne Réunion[12]
  - 29 avril 2016 sur M6
- Suisse : 5 mai 2016 sur RTS Un

- États-Unis : 4,63 millions de téléspectateurs[27] (première diffusion)
- Canada : 1,54 million de téléspectateurs[28] (première diffusion + différé 7 jours)

- Gil Darnell (Sebastian Kohl)
- Eddie Shin (Jim Chou)
- Sarah Lafleur (Franny Nicholson)
- Andy Milder (Glen Carter)
- Michael Reilly Burke (Luke Nicholson)
- Patrick Cox (Beau Macintosh)
- Skyler Vallo (Rose Magnusen)

### Épisode 10:Réactions en chaîne
- États-Unis /  Canada : 10 décembre 2015 sur FOX / Global
- France : 
  - 14 avril 2016 sur Antenne Réunion[12]
  - 15 juillet 2016 sur M6
- Suisse : 12 mai 2016 sur RTS Un

- États-Unis : 4,42 millions de téléspectateurs[27] (première diffusion)
- Canada : 1,45 million de téléspectateurs[28] (première diffusion + différé 7 jours)

- Sara Rue (Karen Delfs)

L'équipe enquête sur le meurtre d'un officier de police qui va choquer le Jeffersonian et le FBI. L'analyste comportementale, Karen Delfs, est assigné pour travailler avec Booth sur cette enquête et donne ses évaluations personnelles sur qui pourrait être le meurtrier. 
- Cet épisode est le dernier diffusé avant la pause hivernale aux États-Unis.

### Épisode 11:Défense de tuer
- États-Unis : 14 avril 2016 sur FOX[29]
- Canada : 15 avril 2016 sur Global
- France : 22 juillet 2016 sur M6

- États-Unis : 4,4 millions de téléspectateurs[30] (première diffusion)

- Miguel Pérez (Father Orozco)
- Courtney Henggeler (Dr Jane Levy)
- Johnny Sneed (Alex Pollack)
- Josh Duvendeck (Taylor Watkins)
- Marcuis Harris (D'Shawn Ames)
- Katherine Bailess (Kelsey Whitney)
- Diandra Lyle (Theresa Diorio)
- Justin Morck (Carl Johanssen / DJ Python)

### Épisode 12:Un monde d'hommes
- États-Unis : 21 avril 2016 sur FOX
- Canada : 22 avril 2016 sur Global
- France : 22 juillet 2016 sur M6

- États-Unis : 4,38 millions de téléspectateurs[31] (première diffusion)

- David Shatraw (Paul Walters)
- Lilli Birdsell (Karen Walters)
- Jack Armstrong (Emil Bradford)
- Mia Barron (en) (Gail Bradford)
- Michael Rupnow (Rob Kim)
- Saidah Arrika Ekulona (Leah Marino)
- Ashley Dulaney (Allie Halloran)
- Cyd Strittmatter (de) (Dr Pamela Gould)

### Épisode 13:Le Monstre dans le placard
- États-Unis : 28 avril 2016 sur FOX
- Canada : 29 avril 2016 sur Global
- France : 22 juillet 2016 sur M6

- États-Unis : 4,38 millions de téléspectateurs[32] (première diffusion)

- Sara Rue (Karen Delfs)
- Sunnie Pelant (Christine Booth)
- Markus Flanagan (Jim Monroe)
- Suzzanne Douglas (Elizabeth Burkhart)
- Emil Beheshti (Neal Hogan)
- Jim Beaver (George Gibbons)
- Charmin Lee (Evelyn Hobart)

### Épisode 14:Une seconde chance
- États-Unis : 5 mai 2016 sur FOX
- Canada : 6 mai 2016 sur Global
- France : 29 juillet 2016 sur M6

- États-Unis : 4,29 millions de téléspectateurs[33] (première diffusion)

- Freda Foh Shen (FBI AD Courtney Schwartz)
- Gil Darnell (Sebastian Kohl)
- Taylor Nichols (Thomas Hemingway)
- Patrick Robert Smith (Louis)
- Erica Dickerson (Jasmine Santangelo)
- Daniel Lee Robertson (Kenny Johnson)
- Ashleigh LaThrop (Kalani Marshall)

### Épisode 15:Le Nettoyeur nettoyé
- États-Unis : 12 mai 2016 sur FOX
- Canada : 13 mai 2016 sur Global
- France : 29 juillet 2016 sur M6

- États-Unis : 4,26 millions de téléspectateurs[34] (première diffusion)

- Sara Rue (Karen Delfs)
- Lisa Arturo (Lissa Bowman)
- Alyssa Diaz (Kerry Napoli)
- Nick Annunziata (de) (Jimmy Nasari)
- Wolf Muser (en) (Abraham Froome)
- Lea Coco (pl) (Valon Dudeshev)
- June Carryl (en) (l'avocate)

### Épisode 16:Casser la voix
- États-Unis /  Canada : 19 mai 2016 sur FOX / Global
- France : 5 aout 2016 sur M6

- États-Unis : 4,29 millions de téléspectateurs[35] (première diffusion)
- Canada : 1,336 million de téléspectateurs[36] (première diffusion + différé 7 jours)

- Jordan Fisher (Ian Johnson)
- Kirstin Maldonado (Liz Dervan)
- Mitch Grassi (Julian Klein)
- Scott Hoying (en) (Ted Gibbs)
- Gavin MacIntosh (en) (Parker Booth)
- Arjuna Maximus McLellan (Michael Vincent Hodgins)
- Sam Tsui (Jake Eisenberg)
- B.K. Cannon (en) (Sammy Mills)
- Nigel Gibbs (William Johnson)
- Aaron Christian Howles (en) (McKay Nield)
- Anna Grace Barlow (en) (Esther Hanes)
- Barrett Carnahan (Joey)
- Gina DeVivo (Molly)

### Épisode 17:Au service du Président
- États-Unis /  Canada : 26 mai 2016 sur FOX / Global
- France : 5 aout 2016 sur M6

- États-Unis : 4,63 millions de téléspectateurs[37] (première diffusion)
- Canada : 1,424 million de téléspectateurs[38] (première diffusion + différé 7 jours)

- Joel David Moore (Dr Colin Fisher)
- Michael Gaston (agent Brandt Walker)
- Jeff Rosick (Darrell Taggert)
- Nishi Munshi (Marissa Patel)
- Michael Galante (Travis Bozwell)
- Sahil Shroff (Reiki Healer)
- Dave Power (Neil Stockton)
- April Adams (Sally Cavanaugh)

### Épisode 18:Enquête exclusive!
- États-Unis /  Canada : 2 juin 2016 sur FOX / Global
- France : 12 aout 2016 sur M6

- États-Unis : 4,61 millions de téléspectateurs[39] (première diffusion)
- Canada : 1,315 million de téléspectateurs[40] (première diffusion + différé 7 jours)

- Jamie Gray Hyder (Alex Duffy)
- Jack McGee (Roy Bloom)
- Camille Chen (en) (Amy Caputo)
- David Hoffman (Carl Collins)
- Stephanie Hodge (Janis Collins)
- John Marshall Jones (Gary Lempke)
- Lisa Maley (Mme Susan)
- Sunnie Pelant (Christine Booth)

### Épisode 19:Hockey corral
- États-Unis /  Canada : 16 juin 2016 sur FOX / Global
- France : 19 aout 2016 sur M6

- États-Unis : 3,94 millions de téléspectateurs[41] (première diffusion)
- Canada : 1,36 million de téléspectateurs[42] (première diffusion + différé 7 jours)

- Jeremy Roenick (lui-même)
- Brooke Lyons (Katie Stober)
- Jon Gabrus (en) (Doc)
- Joe Spellman (Goheen)
- Lou Ferrigno Jr. (Drew Poppleton)
- Colby French (Daryl Patterson)
- Vedette Lim (es) (Alex Conrad)

### Épisode 20:Mystère en Alaska
- États-Unis /  Canada : 23 juin 2016 sur FOX / Global
- France : 19 août 2016 sur M6

- États-Unis : 4,51 millions de téléspectateurs[43] (première diffusion)
- Canada : 1,11 million de téléspectateurs[44] (première diffusion + différé 7 jours)

- John Shea (Dr Marcus Eldridge)
- Bridgett Newton (Hazel Mitchell)
- Raney Branch (Felicia Saroyan)
- Jim Pirri (en) (Declan Marshall)
- Kimberly Guerrero (en) (Alice Tuuq)

### Épisode 21:Les Joyaux de la discorde
- États-Unis /  Canada : 14 juillet 2016 sur FOX / Global
- France : 26 aout 2016 sur M6

- États-Unis : 4,36 millions de téléspectateurs[45] (première diffusion)
- Canada : 1,2 million de téléspectateurs[46] (première diffusion + différé 7 jours)

- Tom Wisdom (Chadwick Grey)
- Nicole Bilderback (en) (Eve Mayweather)
- Sebastian Roché (inspecteur Rousseau)
- Gilles Marini (le Marquis de Chaussin)
- Rebekah Graf (en) (Blake Masters)
- Desmond Chiam (Valet)

### Épisode 22:Le Pire Cauchemar
- États-Unis /  Canada : 21 juillet 2016 sur FOX / Global
- France : 26 aout 2016 sur M6
- Belgique : 11 avril 2017 sur RTL-TVI

- États-Unis : 3,74 millions de téléspectateurs[47] (première diffusion)
- Canada : 1,12 million de téléspectateurs[48] (première diffusion + différé 7 jours)

- Ryan O'Neal (Max Keenan)
- Tim Guinee (Dr Brandon Faulk)
- Todd Giebenhain (Graham Redding)
- Japheth Gordon (Aiden Goodman)
- Sonya Leslie (Attending Orderly)
- Stacie Theon (l'employée)